# دیوا

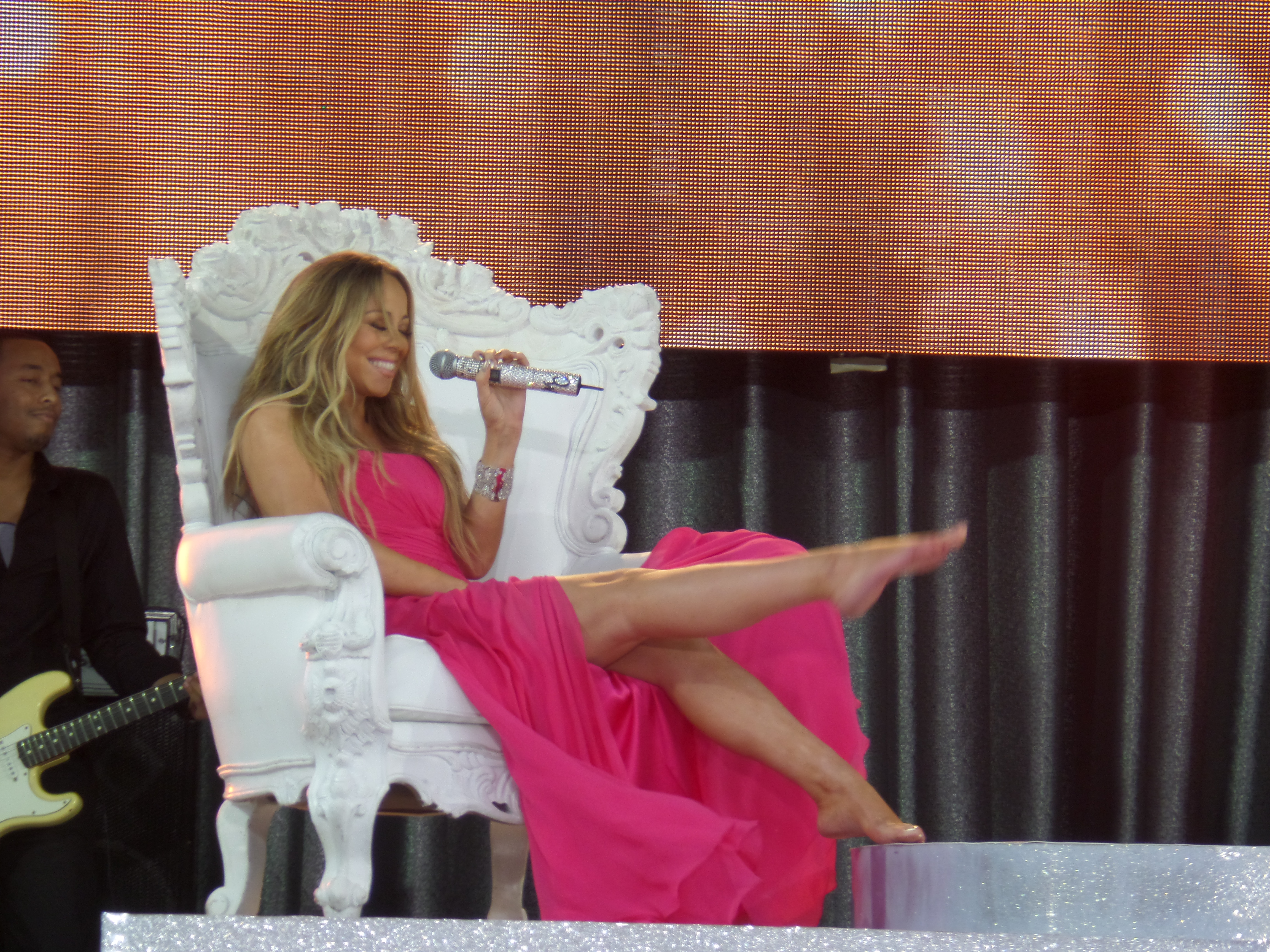
ماریا کری، خواننده آمریکایی، اغلب به دلیل هوش موسیقایی و شخصیت مطالبه‌گرش، توسط رسانه‌ها به عنوان یک «دیوای نهایی» توصیف می‌شود.

دیوا (انگلیسی: ‎/ˈdiːvə/‎، ایتالیایی: [ˈdi:va]) کلمه‌ای لاتین برای یک الهه است. این اصطلاح اغلب برای اشاره به یک زن مشهور با استعداد در دنیای اپرا، تئاتر، سینما، مد و موسیقی عامه استفاده شده‌است.

## کتابشناسی
- Mary Ann Doane (1991). Femmes Fatales: Feminism, Film Theory, Psychoanalysis, Routledge, New York. شابک ‎۹۷۸−۰−۴۱۵−۹۰۳۲۰−۲.